# Elene Naveriani

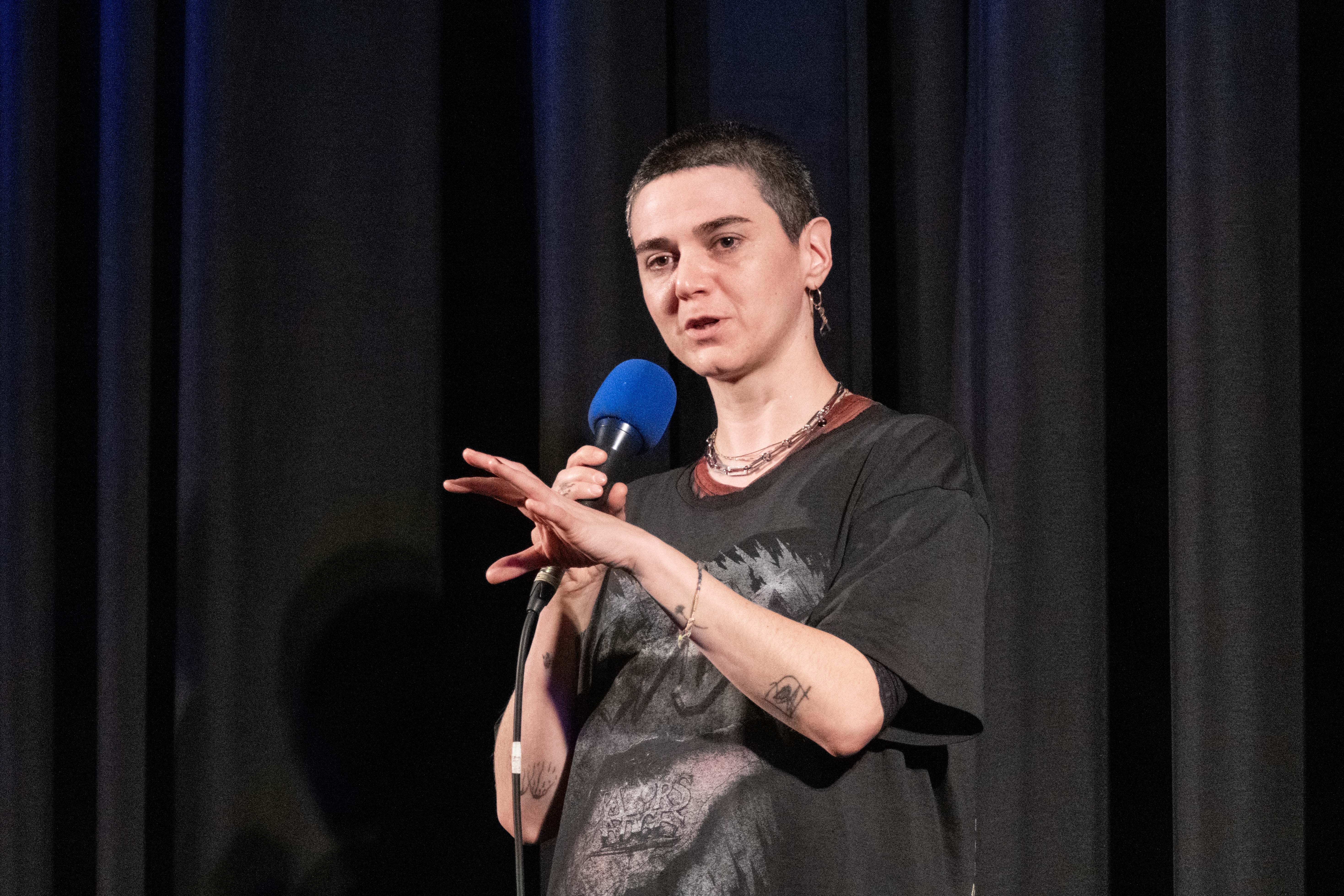
Elene Naveriani beim Crossing Europe Filmfestival 2024

Elene Naveriani (* 1985 in Tbilisi) ist eine in der Schweiz wohnhafte georgische Filmregie- und -autorenperson. Elene benutzt die nicht-binären Pronomen «they / them».

## Werdegang
Elene Naveriani studierte ursprünglich Malerei an der Staatsakademie in Tbilisi; 2011 erhielt Elene den Master in Critical Curatorial Cybermedia. Es folgte das Bachelorstudium in Film an der HEAD Genf, mit Abschluss 2014.
Elene Naverianis erster langer Spielfilm I am truly a drop of sun on earth wurde 2017 am Filmfestival von Rotterdam uraufgeführt, gefolgt von weiteren Festivals und Preisen. Der Film erzählt von der Begegnung einer georgischen Prostituierten und eines jungen Nigerianers, der eigentlich nach Georgia in den USA reisen wollte, und versehentlich in Georgien gelandet ist. Auch ihr Kurzfilm Red ants bite, der ebenfalls von zwei in Georgien gestrandeten Nigerianern erzählt, wurde in Rotterdam gezeigt, 2019. Der Kurzfilm wurde unter anderem für den Schweizer Filmpreis nominiert.
Naverianis zweiter langer Spielfilm, Wet Sand, wurde 2021 am Filmfestival Locarno uraufgeführt, in der Sektion Cineasti del Presente. Wet Sand thematisiert eine konservative, homophobe Haltung, im Setting eines kleinen georgischen Küstendorfs. Der Film wurde unter anderem mit dem Prix de Soleure ausgezeichnet, der mit 60’000 Schweizer Franken dotiert ist und an einen Film mit humanitärem Anspruch verliehen wird.
Blackbird Blackbird Blackberry, Naverianis dritter langer Spielfilm, wurde 2023 in der Quinzaine des Cinéastes am Filmfestival Cannes uraufgeführt. Die Premiere im deutschsprachigen Raum fand im Rahmen des Zurich Film Festivals statt. Blackbird Blackbird Blackberry erhielt vier Nominationen für den Schweizer Filmpreis 2024, darunter für den besten Spielfilm sowie das beste Drehbuch.
2024 war Elene Naveriani Teil der Jury der Sektion Visioni der Solothurner Filmtage, gemeinsam mit dem Dokumentarfilmproduzenten Johannes Rosenberger sowie der Direktorin des Instituto Svizzero, Joëlle Comé. Im selben Jahr folgte die Aufnahme in die Europäische Filmakademie, die alljährlich die Europäischen Filmpreise verleiht.
Elene Naveriani lebt in der Schweiz. Ihre bisherigen Filme hat Elene jedoch in Georgien gedreht.

## Filmografie
- 2017: I Am Truly A Drop Of Sun On Earth
- 2018: Le boeuf volé de Papa Lantsky (Kurzdokumentarfilm, Co-Regie)
- 2019: Red Ants Bite (Kurzspielfilm)
- 2021: Wet Sand
- 2023: Blackbird Blackbird Blackberry (Amsel im Brombeerstrauch)

## Auszeichnungen
Schweizer Filmpreis 2024
- Auszeichnung in der Kategorie Bester Spielfilm für Blackbird Blackbird Blackberry[12]
- Auszeichnung in der Kategorie Bestes Drehbuch für Blackbird Blackbird Blackberry